# Niedersoultzbach
Ne doit pas être confondu avec Obersoultzbach.
Niedersoultzbach est une commune française située dans la circonscription administrative du Bas-Rhin et, depuis le 1er janvier 2021, dans le territoire de la Collectivité européenne d'Alsace, en région Grand Est.
Cette commune se trouve dans la région historique et culturelle d'Alsace.

## Géographie

### Localisation
La commune est à 1,9 km de Uttwiller, 2,9 de Menchhoffen, 3,2 de Bouxwiller et 6,6 de Neuwiller-lès-Saverne.

### Communes limitrophes
| Weinbourg             | Ingwiller        | Menchhoffen |
| Obersoultzbach        | Niedersoultzbach | Uttwiller   |
| Neuwiller-lès-Saverne | Bouxwiller       |             |

### Sismicité
Commune située dans une zone 3 de sismicité modérée.

### Voies de communications et transports

#### Voies routières
- Autoroute A4, aussi appelée autoroute de l’Est. Échangeurs Saverne, Hochfelden, Phalsbourg.
- Autoroute A340 : Sorties Brumath - Mommenheim, Haguenau, Wahlenheim.

#### Transports en commun

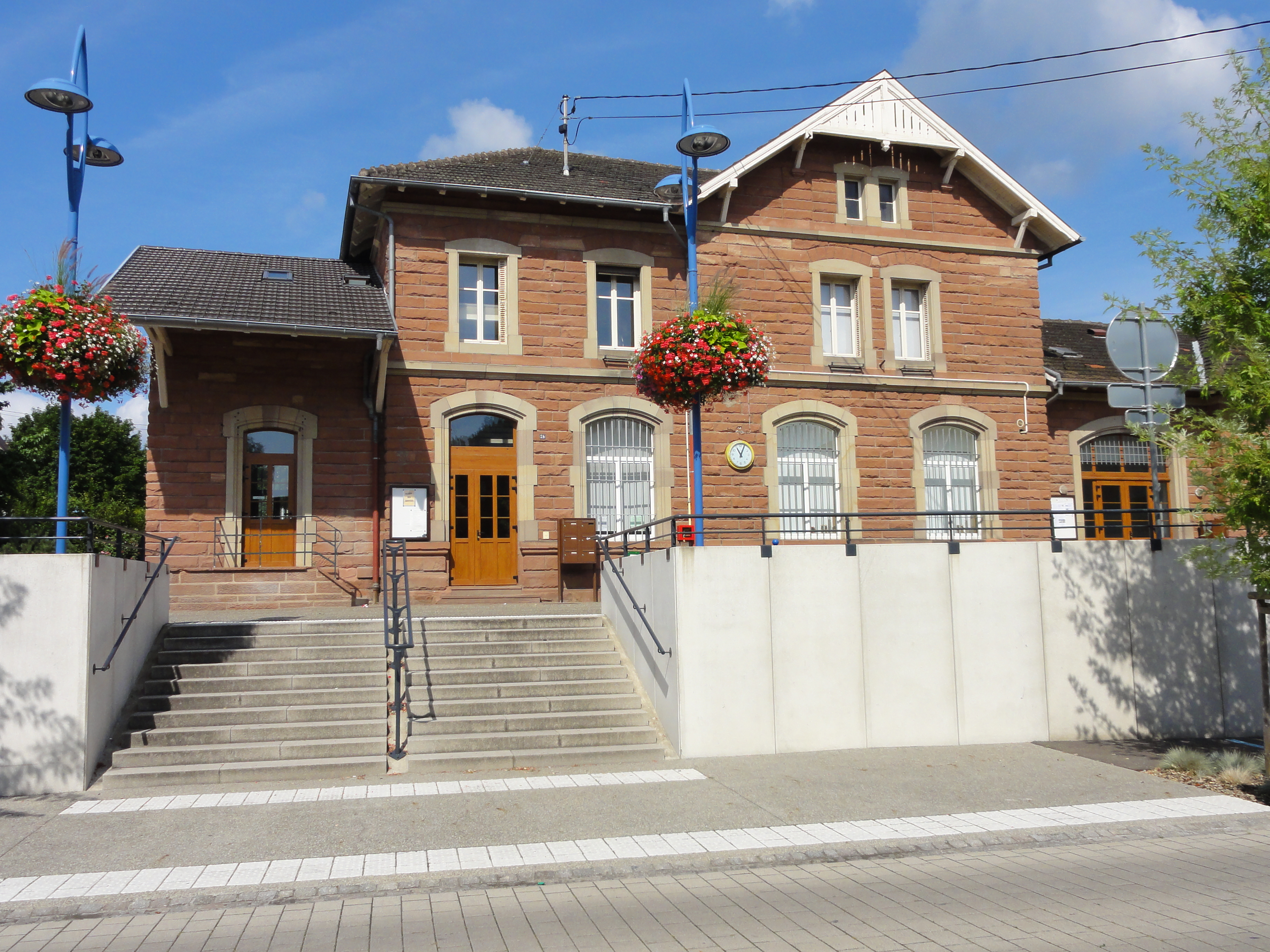
La gare d'Ingwiller.

- Fluo Grand Est.
- Transports en Alsace.

#### Lignes SNCF
- Gare d'Ingwiller
- Gare d'Obermodern
- Gare de Wingen-sur-Moder
- Gare de Steinbourg
- Gare de Dettwiller

### Géologie et relief
Hydrogéologie et climatologie
Système d’information pour la gestion des eaux souterraines du bassin Rhin-Meuse]
Territoire communal : Occupation du sol (Corinne Land Cover); Cours d'eau (BD Carthage),
Géologie : Carte géologique; Coupes géologiques et techniques,
Hydrogéologie : Masses d'eau souterraine; BD Lisa; Cartes piézométriques.

### Hydrographie

#### Réseau hydrographique
La commune est dans le bassin versant du Rhin au sein du bassin Rhin-Meuse. Elle est drainée par le ruisseau le Soultzbach,.

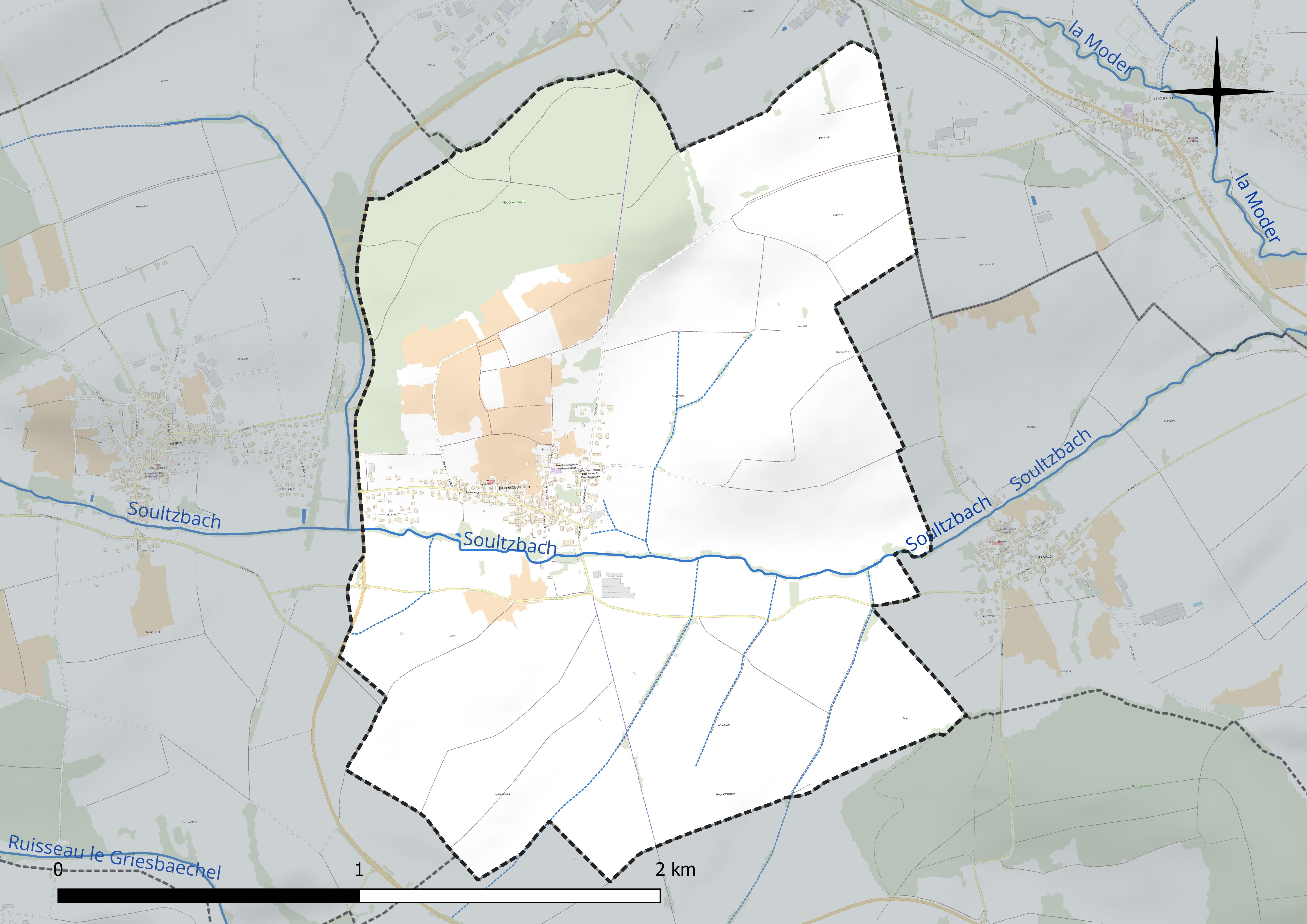
Réseau hydrographique de Niedersoultzbach.

#### Gestion et qualité des eaux
Le territoire communal est couvert par le schéma d'aménagement et de gestion des eaux (SAGE) « Moder ». Ce document de planification concerne le bassin versant de la Moder dont le territoire s'étend sur 1 720 km2. Le périmètre a été arrêté le 25 janvier 2006. La commission locale de l'eau a été créée le 12 juillet 2007, puis modifiée le 14 décembre 2021. La structure porteuse de l'élaboration et de la mise en œuvre est le Syndicat des eaux et de l’assainissement Alsace-Moselle (SDEA). 
La qualité des cours d’eau peut être consultée sur un site dédié géré par les agences de l’eau et l’Agence française pour la biodiversité. 

### Climat
Pour des articles plus généraux, voir Climat du Grand Est et Climat du Bas-Rhin.
En 2010, le climat de la commune est de type climat des marges montargnardes, selon une étude du Centre national de la recherche scientifique s'appuyant sur une série de données couvrant la période 1971-2000. En 2020, Météo-France publie une typologie des climats de la France métropolitaine dans laquelle la commune est exposée à un climat semi-continental et est dans la région climatique  Vosges, caractérisée par une pluviométrie très élevée (1 500 à 2 000 mm/an) en toutes saisons et un hiver rude (moins de 1 °C). 
Pour la période 1971-2000, la température annuelle moyenne est de 10,3 °C, avec une amplitude thermique annuelle de 17,7 °C. Le cumul annuel moyen de précipitations est de 852 mm, avec 10,8 jours de précipitations en janvier et 10,3 jours en juillet. Pour la période 1991-2020, la température moyenne annuelle observée sur la station météorologique de Météo-France la plus proche, « Uhrwiller_sapc », sur la commune de Uhrwiller à 9 km à vol d'oiseau, est de 10,9 °C et le cumul annuel moyen de précipitations est de 740,0 mm. 
La température maximale relevée sur cette station est de 38,7 °C, atteinte le 7 août 2015 ; la température minimale est de −18 °C, atteinte le 20 décembre 2009,,. 
Les paramètres climatiques de la commune ont été estimés pour le milieu du siècle (2041-2070) selon différents scénarios d'émission de gaz à effet de serre à partir des nouvelles projections climatiques de référence DRIAS-2020. Ils sont consultables sur un site dédié publié par Météo-France en novembre 2022.

### Intercommunalité
Commune membre de la Communauté de communes de Hanau-La Petite Pierre.

## Urbanisme

### Typologie
Au 1er janvier 2024, Niedersoultzbach est catégorisée commune rurale à habitat dispersé, selon la nouvelle grille communale de densité à sept niveaux définie par l'Insee en 2022.
Elle est située hors unité urbaine et hors attraction des villes,.

### Occupation des sols
L'occupation des sols de la commune, telle qu'elle ressort de la base de données européenne d’occupation biophysique des sols Corine Land Cover (CLC), est marquée par l'importance des territoires agricoles (80,2 % en 2018), en diminution par rapport à 1990 (83 %). La répartition détaillée en 2018 est la suivante : terres arables (45,5 %), prairies (24,7 %), forêts (14,6 %), cultures permanentes (10 %), zones urbanisées (5,2 %). L'évolution de l’occupation des sols de la commune et de ses infrastructures peut être observée sur les différentes représentations cartographiques du territoire : la carte de Cassini (XVIIIe siècle), la carte d'état-major (1820-1866) et les cartes ou photos aériennes de l'IGN pour la période actuelle (1950 à aujourd'hui).

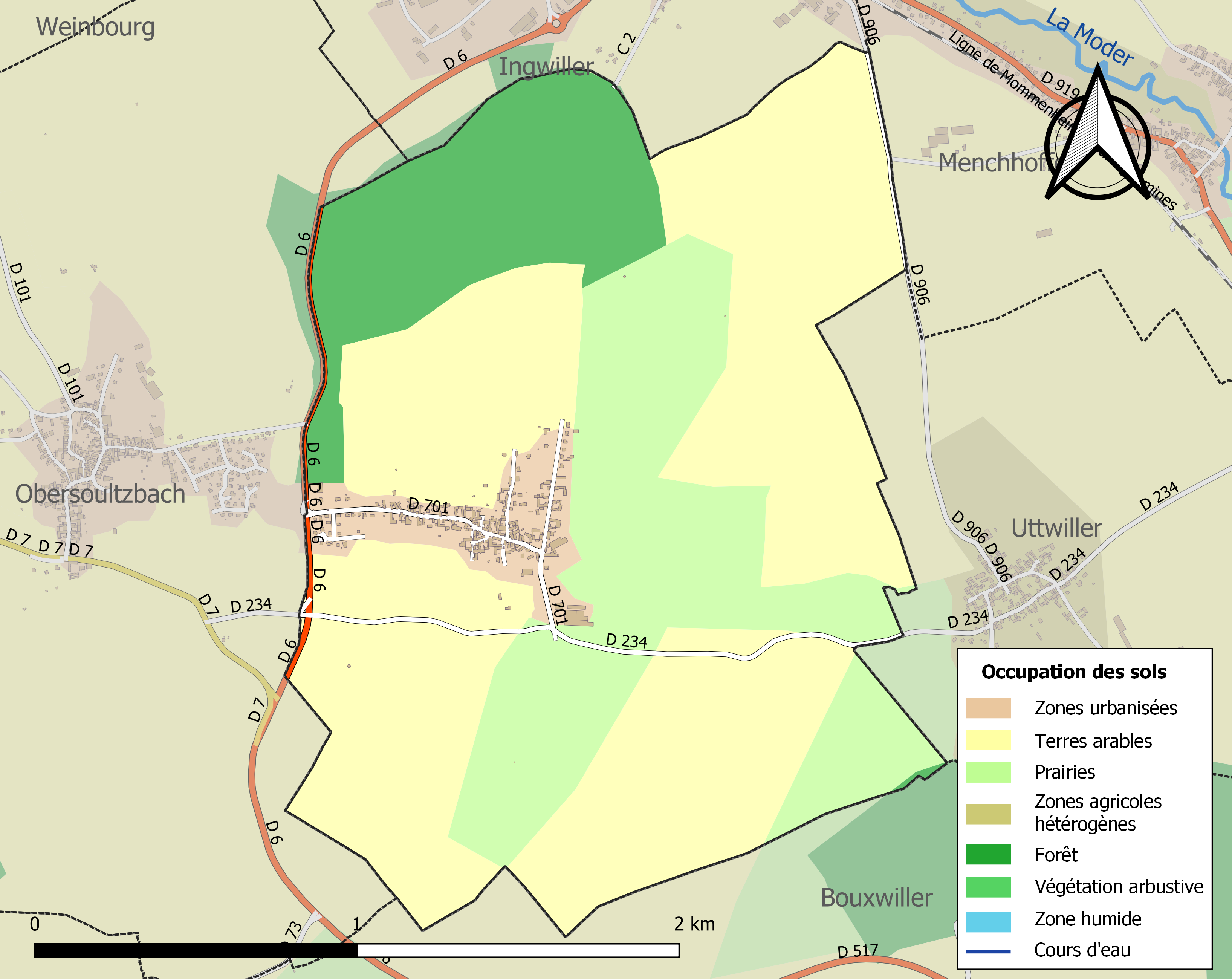
Carte des infrastructures et de l'occupation des sols de la commune en 2018 (CLC).

## Politique et administration
| Période                                  | Période                   | Identité                                          | Étiquette | Qualité |
| ---------------------------------------- | ------------------------- | ------------------------------------------------- | --------- | ------- |
| Les données manquantes sont à compléter. |                           |                                                   |           |         |
| mars 1989                                | mars 1995                 | Robert Wolff                                      |           |         |
| mars 1995                                | mars 2008                 | Pierre Muller                                     |           |         |
| mars 2008                                | mars 2014                 | Michel Mortz                                      |           |         |
| mars 2014                                | En cours (au 31 mai 2020) | Jean-Michel Hoerth Réélu pour le mandat 2020-2026 |           |         |

### Budget et fiscalité 2022
En 2022, le budget de la commune était constitué ainsi :
- total des produits de fonctionnement : 248 000 €, soit 834 € par habitant ;
- total des charges de fonctionnement : 146 000 €, soit 492 € par habitant ;
- total des ressources d'investissement : 12 000 €, soit 41 € par habitant ;
- total des emplois d'investissement : 43 000 €, soit 144 € par habitant ;
- endettement : 80 000 €, soit 269 € par habitant.

Avec les taux de fiscalité suivants :
- taxe d'habitation : 8,86 % ;
- taxe foncière sur les propriétés bâties : 24,34 % ;
- taxe foncière sur les propriétés non bâties : 46,33 % ;
- taxe additionnelle à la taxe foncière sur les propriétés non bâties : 0,00 % ;
- cotisation foncière des entreprises : 0,00 %.

Chiffres clés Revenus et pauvreté des ménages en 2020 : médiane en 2020 du revenu disponible, par unité de consommation : 25 490 €.

## Population et société

### Démographie
L'évolution du nombre d'habitants est connue à travers les recensements de la population effectués dans la commune depuis 1793. Pour les communes de moins de 10 000 habitants, une enquête de recensement portant sur toute la population est réalisée tous les cinq ans, les populations de référence des années intermédiaires étant quant à elles estimées par interpolation ou extrapolation. Pour la commune, le premier recensement exhaustif entrant dans le cadre du nouveau dispositif a été réalisé en 2008.

En 2022, la commune comptait 298 habitants, en évolution de +12,45 % par rapport à 2016 (Bas-Rhin : +3,17 %, France hors Mayotte : +2,11 %).
| 1793 | 1800 | 1806 | 1821 | 1831 | 1836 | 1841 | 1846 | 1851 |
| ---- | ---- | ---- | ---- | ---- | ---- | ---- | ---- | ---- |
| 277  | 274  | 313  | 349  | 365  | 359  | 337  | 345  | 334  |

| 1856 | 1861 | 1866 | 1871 | 1875 | 1880 | 1885 | 1890 | 1895 |
| ---- | ---- | ---- | ---- | ---- | ---- | ---- | ---- | ---- |
| 310  | 320  | 302  | 321  | 335  | 340  | 340  | 337  | 309  |

| 1900 | 1905 | 1910 | 1921 | 1926 | 1931 | 1936 | 1946 | 1954 |
| ---- | ---- | ---- | ---- | ---- | ---- | ---- | ---- | ---- |
| 311  | 318  | 330  | 312  | 297  | 264  | 252  | 272  | 239  |

| 1962 | 1968 | 1975 | 1982 | 1990 | 1999 | 2006 | 2008 | 2013 |
| ---- | ---- | ---- | ---- | ---- | ---- | ---- | ---- | ---- |
| 223  | 209  | 209  | 215  | 253  | 272  | 258  | 254  | 246  |

| 2018 | 2022 | - | - | - | - | - | - | - |
| ---- | ---- | - | - | - | - | - | - | - |
| 288  | 298  | - | - | - | - | - | - | - |

### Enseignement
Établissements d'enseignement.
- École maternelle et primaire à Niedersoultzbach, Uttwiller, Menchhoffen.
- Collèges à Ingwiller, Bouxwiller, Dettwiller, Val-de-Moder, Wingen-sur-Moder.
- Lycées à Bouxwiller, Saverne.

### Santé
Professionnels et établissements de santé :
- Médecins à Ingwiller, Dossenheim-sur-Zinsel, Wimmenau, Offwiller, Steinbourg.
- Pharmacies à Ingwiller, Neuwiller-lès-Saverne, Steinbourg, Wingen-sur-Moder.
- Hôpitaux à Ingwiller, Saverne, Niederbronn-les-Bains, Phalsbourg.

### Cultes
- Culte protestant, Paroisse de Bouxwiller (Niedersoultzbach, Riedheim, Uttwiller)[26].
- Culte catholique, Communauté de paroisses du Bastberg et du Pays de La Petite Pierre[27], Diocèse de Strasbourg.

## Économie

### Entreprises et commerces

#### Agriculture
- Culture de céréales, de légumineuses et de graines oléagineuses.
- Culture et élevage associés.
- Élevage d'autres bovins et de buffles.
- Élevage de chevaux et d'autres équidés.

#### Tourisme
- Hébergements et restauration à Bouxwiller, Ingwiller, Menchhoffen, Weiterswiller.

#### Commerces
- Commerces et services de proximité.

## Culture locale et patrimoine

### Lieux et monuments
- L'église protestante d’inspiration néo-classique, construite en 1826 sur l’emplacement d’un édifice antérieur[28].

Orgue d'Adrian Spamann,.
. La restauration de l'instrument a reçu le soutien de la Fondation du patrimoine.
Mobilier.
Cloche de 1763.
- Patrimoine architectural rural recensé par le service régional de l'Inventaire général du patrimoine culturel[34] : Fermes, maisons...
- La mairie (XIXe et XXe siècles), 8 rue Principale[35].
- Le monument aux morts : Conflits commémorés : Guerres 1914-1918 - 1939-1945.
- Le cimetière[36].

### Galerie

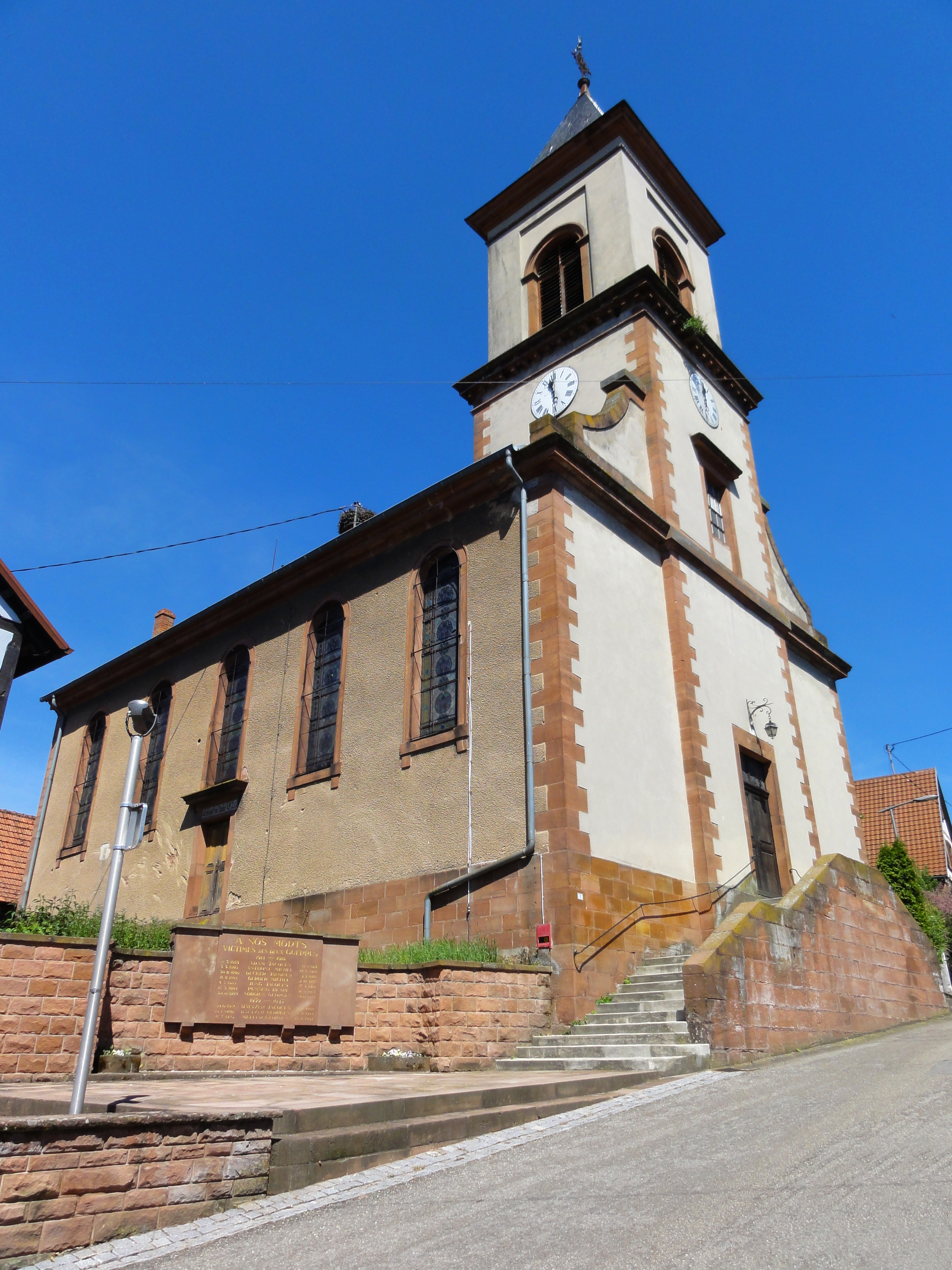
L'église protestante (1826).
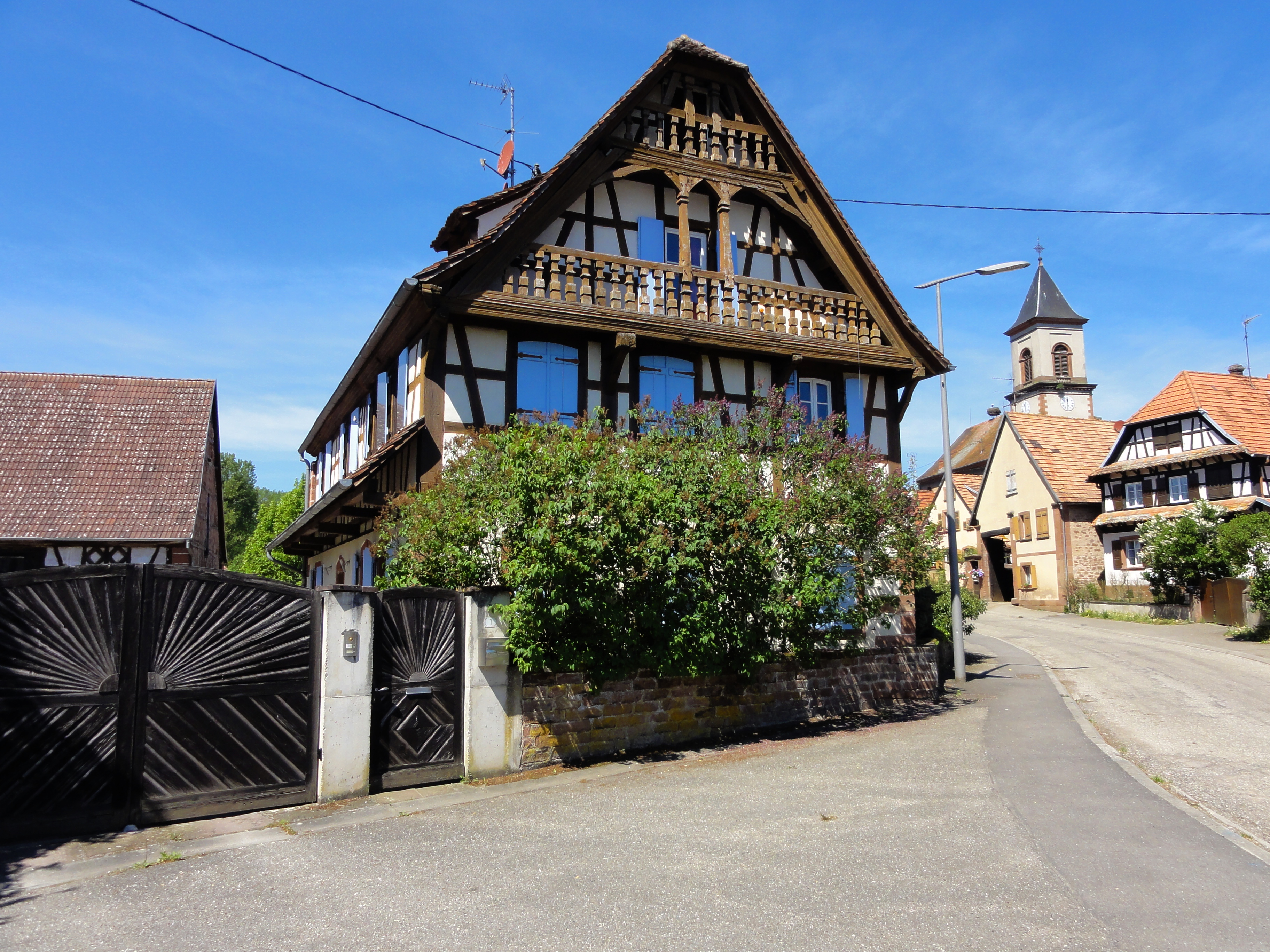
Ferme (XIXe siècle) (Maison "Schini" : pignon avec loggia à deux niveaux)[37].
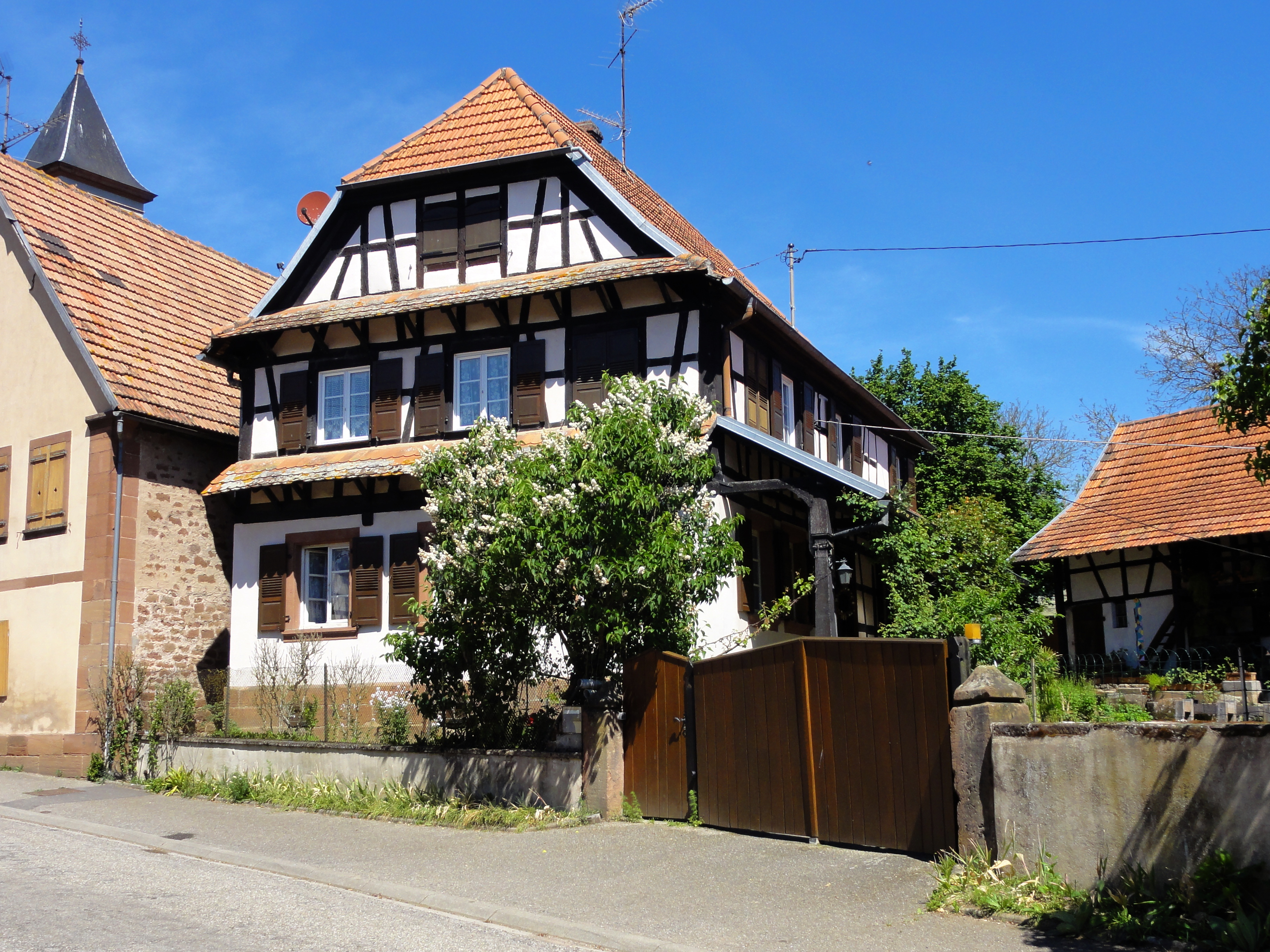
Ferme (1806)[38].
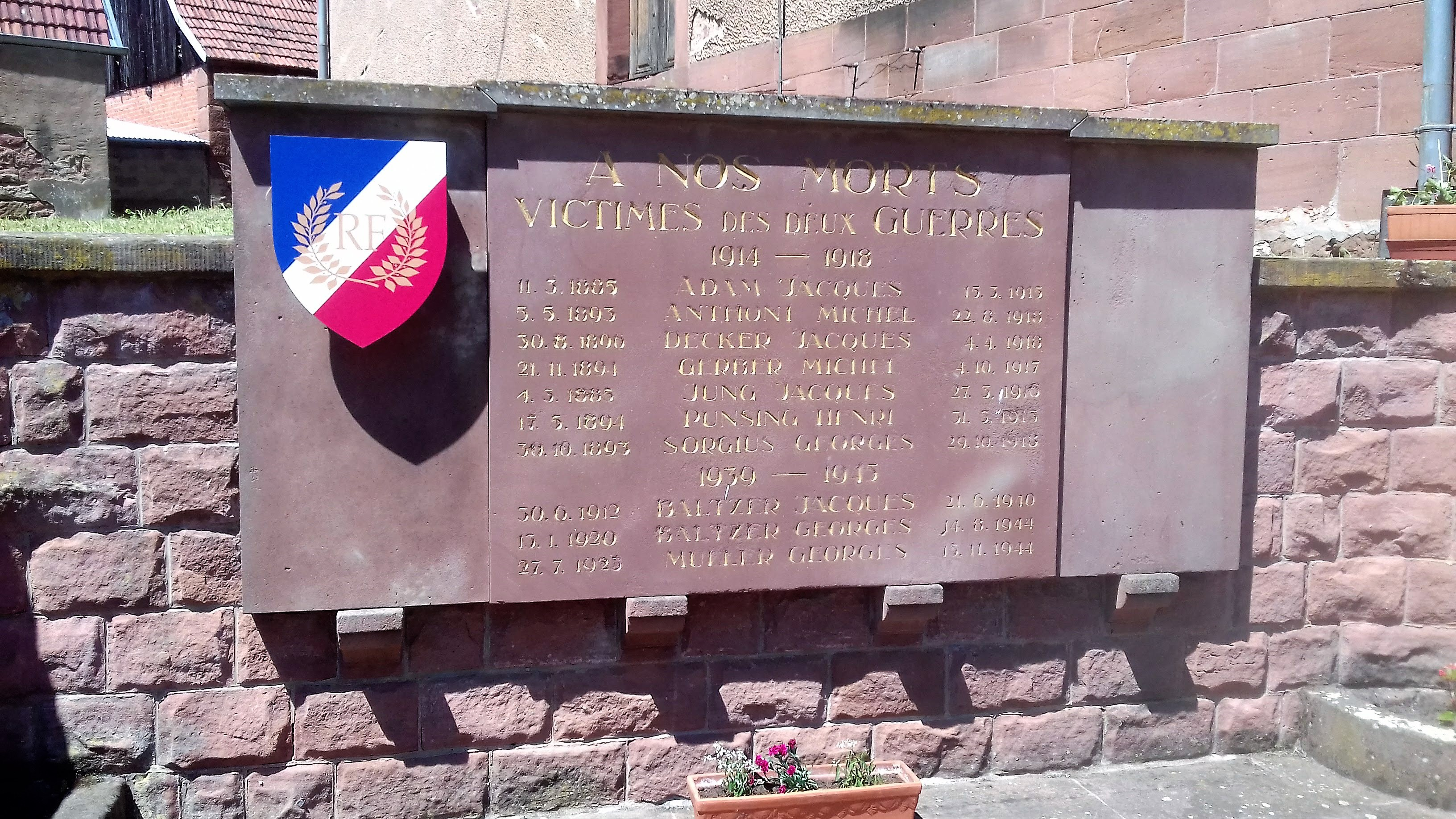
Le monument aux morts.

### Héraldique
| Blason de Niedersoultzbach | Blason  | D'argent à la croix de gueules, cantonnée en pointe de deux roses du même. |
| Blason de Niedersoultzbach | Détails |                                                                            |